# L'arciere delle mille e una notte
L'arciere delle mille e una notte (conosciuto anche con il titolo La freccia d'oro) è un film del 1962 diretto da Antonio Margheriti con lo pseudonimo di Antony Dawson.

## Trama
Damasco è governata dal feroce tiranno Baktiar, il quale sa che se sua figlia, Jamila, troverà un amante, lui sarà costretto a rinunciare al proprio trono. Per conquistare il cuore di Jamila, viene indetta una gara fra i più potenti signori della regione. Ne uscirà vincitore il misterioso Hassan, di cui Jamila subito s'innamora. Baktiar cercherà in tutti i modi di impedire le nozze di Jamila, scoprendo nel finale che Hassan è figlio del re Hakim, ucciso da Baktiar. 
La storia si conclude con la vittoria di Hassan e con le nozze dei due amanti.